# Шварцман, Роберт
Роберт Коппола Шварцман (англ. Robert Coppola Schwartzman, род. 24 декабря 1982) ― американский режиссер, сценарист, актер и музыкант.

## Ранние годы
Шварцман родился в Лос-Анджелесе в семье Талии Шайр (урожденной Коппола) и продюсера Джека Шварцмана. Шварцман является представителем известной актерской династии, в которую входят также его дядя Фрэнсис Форд Коппола, двоюродные братья Николас Кейдж, София Коппола, Роман Коппола и Кристофер Коппола, бабушка и дедушка Италия Коппола (урожденная Пеннино) и Кармайн Коппола и внучка его дяди Фрэнсиса, Джия Коппола. Его брат ― Джейсон Шварцман, актер и солист группы Coconut Records и бывший барабанщик группы Phantom Planet, а сводные братья и сестры ― Мэтью Шайр, Стефани Шварцман и оператор Джон Шварцман. Шварцман имеет еврейское происхождение по отцовской линии и итальянское происхождение по материнской линии.
Шварцман учился в Вайнвордской школе в Лос-Анджелесе, штат Калифорния. В 1999 году создал свою группу Rooney. Он временно покинул группу, когда в 2001 году поступил в колледж Юджина Ланга в Нью-Йорке. Шварцман писал песни в своей комнате в общежитии и каждый месяц летал домой, чтобы исполнять новый материал. Большинство песен на первом альбоме группы были написаны во время учебы в колледже. Именно в это время он понял, что хочет вернуться в Лос-Анджелес и продолжить профессиональную музыкальную карьеру.

## Карьера
В 2001 году сыграл роль Майкла в фильме «Дневники принцессы». Вскоре после того, как он окончил школу, в начале 2002 года Шварцман подписал контракт с Interscope records. Группа записала дебютный одноименный альбом в июне 2002 года. Он был выпущен в мае 2003 года и с тех пор разошелся тиражом около 500 000 копий. Группа выступала в одном из эпизодов сериала «Одинокие сердца».
16 ноября 2004 года группа выпустила свой первый DVD Spit & Sweat. В часовом документальном фильме представлены интервью с группой и живые выступления из Лос-Анджелеса. DVD также включает клипы на песни «Blueside», «I’m Shakin», «If It Were Up to Me» и «Popstars». После летнего тура 2006 года группа приступила к записи своего второго альбома. 6 марта 2007 года вышел сингл «When Did Your Heart Go Missing?» и был опубликован в их аккаунте на MySpace. Сингл также использовался в рекламе телешоу Beauty and the Geek. Альбом был выпущен в магазинах 17 июля 2007 года и дебютировал на 42-м месте в чарте Billboard Top 100 Albums.
Роберт Шварцман выпустил свой первый сольный альбом Double Capricorn 25 октября 2011 года. Вся прибыль от продажи альбома была передана в Фонд Тибетского исцеления, чтобы помочь построить новый родильный центр. В 2013 году он снялся в фильме «Пало-Альто».
В 2016 году он написал сценарий и снял фильм «Страна грез» с Джонни Симмонсом и Эми Ландекер в главных ролях. Мировая премьера фильма состоялась на кинофестивале в Трайбеке в 14 апреля 2016 года. Он был выпущен ограниченным тиражом и через видео по запросу 11 ноября 2016 года. В 2018 году Шварцман снял фильм «Единорог» с Лорен Лапкус и Ником Резерфордом в главных ролях. Мировая премьера состоялась в марте на выставке South by Southwest.
В 2018 году стал соучредителем Utopia Media, компании, которая поддерживает весь жизненный цикл процесса создания и распространения фильмов, от производства и приобретения до маркетинга и продаж.
В 2020 году Utopia Media объявила о запуске Altavod, платформы, созданной кинематографистами для кинематографистов, чтобы распространять свои фильмы так, как они хотят, где они хотят, когда они хотят. Altavod предоставляет технологии и инструменты для любого режиссера, позволяющие быстро запустить маркетинговую страницу, на которой он может создать свой бренд, конвертировать клиентов, транслировать свой контент и зарабатывать деньги. Altavod предоставляет возможности цифровой дистрибуции в руки кинематографистов и поддерживает работу с глобальной аудиторией.

## Фильмография
| Год  |     | Русское название              | Оригинальное название | Роль               |
| ---- | --- | ----------------------------- | --------------------- | ------------------ |
| 1998 | кор | Превзойти звезду              | Lick the Star         | Грег               |
| 1999 | ф   | Девственницы-самоубийцы       | The Virgin Suicides   | Пол Балдино        |
| 2001 | ф   | Дневники принцессы            | The Princess Diaries  | Майкл Московиц     |
| 2007 | ф   | Наблюдение                    | Look                  | парень на заправке |
| 2010 | ф   | Где-то                        | Somewhere             | н/д                |
| 2011 | кор | —                             | New Romance           | в роли самого себя |
| 2012 | кор | —                             | Casino Moon           | Сеймур             |
| 2012 | кор | —                             | Modern/Love           | Оскар              |
| 2017 | ф   | Это случилось в Лос-Анджелесе | It Happened in L.A.   | Бен                |
| 2018 | ф   | Единорог                      | The Unicorn           | Беб                |
| 2019 | ф   | Трудности адаптации           | Lost Transmissions    | Деррон             |